# Hawaii (Modern Family)
Hawaii é o vigésimo terceiro da primeira temporada da série Modern Family. O episódio foi exibido originalmente pela ABC no dia 12 de Maio de 2010 nos EUA. 

## Sinopse
Uma realidade inesperada. Jay quer apenas relaxar, mas Glória tem muitos planos. Mitchell quer visitar fazenda de Lavandas, mas Cameron não aguenta mais. Phil quer fazer a viagem romântica para Claire abandonando as crianças no Hotel. As crianças ficam no prejuízo quando são deixados à sua própria sorte.